# 활구
활구(濶口)는 고려 숙종 6년(1101년)에 은으로 처음 만들어진 은화로서 전화(錢貨)와 함께 통용케 했다. 고려의 지형을 본떠서 만들었다. 은병(銀甁)으로도 불렸다. 은병은 상업과 무역이 활발해짐에 따라 주조된 것으로 은(銀) 1근(斤)으로 병(甁)을 만들어 이를 화폐로 사용했기 때문에 생긴 이름이다. 입이 넓은 데서 활구(闊口)라고도 하였는데, 이는 미(米 : 쌀) 15, 16석(石) 내지 50석, 포 100여 필에 이르는 높은 가격이었다.
1101년부터 약 3백년간 유통되었으며, 조선 태종 8년(1408년)에 유통이 중지되었다.

## 같이 보기
- 고려의 화폐